# 683
683 (DCLXXXIII) var ett normalår som började en torsdag i den julianska kalendern.

## Händelser

### Okänt datum
- Kejsar Temmu av Japan beslutar att kopparmynt ska användas i stället för silvermynt, tre dagar senare beslutas dock att silvermynt ska fortsätta att användas.

## Födda
- Childebert III, kung av Frankerriket 695–711 (född omkring detta år)
- Gensho, regerande kejsarinna av Japan.

## Avlidna
- 28 juni – Leo II, påve sedan 682[1]
- Uqba ibn Nafi, arabisk befälhavare